# 하와이 왕국
하와이 왕국(하와이어: Aupuni Mōʻī o Hawaiʻi)는 1795년부터 1893년까지 지금의 미국 하와이주 일대에 존재했던 왕국이다.

## 역사
1778년에 영국의 탐험가인 제임스 쿡이 유럽인으로서는 처음으로 하와이 제도에 도달하였다. 그 때 당시에는 폴리네시아인들과 타히티에서 도래해 온 사람들이 부족을 이루어 살아가고 있었다. 비록 제임스 쿡 본인은 이곳에서 자신의 부하 선원들과 원주민들과의 사이에서 발생한 무력 분쟁에 휘말려 살해당하였지만, 뒤에 통일 하와이 왕국의 초대 국왕이 되는 카메하메하 1세는 제임스 쿡의 일행으로부터 영국식의 문화와 기술을 적극 수용하였고, 그들과의 교류를 통해 얻은 무기를 이용해 통일 전쟁을 시작했다.
1810년에는 하와이 제도 전체를 통일시키고 하와이 제도 최초의 통일 국가를 선포하고, 영국의 정치 체제를 크게 모방한 입헌군주제에 기초한 정치 체계를 세웠다. 1874년에 6대 국왕인 칼라카우아가 미국인들의 이주를 허용한 직후부터 점점 미국에게 경제적으로 속박당하고 만다. 결국 마지막 국왕인 릴리우오칼라니가 실시한 사탕수수 플랜테이션에 대한 국유화 조치에 반발하여, 친미주의자인 샌포드 돌이 일으킨 반란에 미국계 이주민과, 소수의 공화파 농장주들이 가담하였고, 국왕의 거처인 이올라니궁이 함락당한다.
1893년에 릴리우오칼라니 여왕은 폐위되고, 일시적으로 샌포드 돌을 대통령으로 하는 하와이 공화국이 선포되었다. 이후, 하와이 공화국도 초대 대통령인 샌포드 돌이 미합중국 가입을 선언하면서, 멸망하고 만다.

## 기타
이전에 벨기에 식민제국의 왕인 레오폴2세가 이곳을 식민지로 만들려고 하였으나 그 회사가 도산하면서 포기하게 되었다.

## 같이 보기
- 하와이 주권운동